# Drzewo (grupa literacka)
Drzewo (cz. Strom) – czeska grupa literacka, istniejąca w latach 1940–1943, skupiona wokół czasopisma o tej samej nazwie. Oprócz wydawców periodyku: Karela Bodláka i jego żony Jarmili Otradovicovej do grupy należeli także Jan Pilař i Kamil Bednář. Ich twórczość poetycka charakteryzowała się mistycyzmem, irracjonalizmem, refleksyjnością oraz sceptycyzmem. Krytycy literaccy widzieli pewne nawiązania do utworów Vladimíra Holana (z tomów Triumf smrti, pl. Tryumf śmierci z 1930 i Vanutí, pl. Powiew z 1932) oraz Františka Halasa (np. tomik Kohout plaší smrt, pl. Kogut płoszy śmierć z 1930).
Grupa w czasie swojej działalności wydała dwa numery "Stromu" oraz zbiór tekstów pt. Vybor z prací a překladů mladých autorů (Wybór prac i przekładów młodych autorów, 1943). Charakterystyki twórczości grupy dokonał jeden z jej członków – Karel Bodlák w artykule Lyrika nejmladší vrstvy (Liryka najmłodszych).
W ramach grupy Drzewo opublikowano głównie tomiki Jana Pilařa: w 1940 roku Stesk Orfeův (Smutek Orfeusza), a w 1942 – Milostné dopisy (Listy miłosne) i Dům bez oken (Dom bez okien).
Po II wojnie światowej Kamil Bednář przewodził innej grupie literackiej, zwanej Ohnice (istniała w latach 1945–1948).